# Nova (Magazin)
Nova (vollständiger Titel Nova: Magazin für spekulative Literatur) ist ein 2002 gegründetes deutschsprachiges Magazin für Science Fiction.

## Beschreibung
Die Herausgeber definieren den Schwerpunkt des Magazins auf der neuen deutschsprachigen Science-Fiction-Kurzgeschichte. Erstveröffentlichungen machen den Hauptteil aus, ergänzt um Übersetzungen internationaler Beiträge sowie populärwissenschaftliche Artikel und Essays. 
Mit Ausnahme der im Bahnhofsbuchhandel erschienenen Ausgabe 20 (2012) ist Nova nur direkt über den Verlag und diverse Internetplattformen erhältlich. Nova erscheint im Taschenbuch- bzw. Paperbackformat mit in der Regel rund 160 bis 190 Seiten pro Ausgabe.

## Geschichte
Nova wurde 2002 von Ronald M. Hahn, Michael K. Iwoleit und Helmuth W. Mommers gegründet. Nachdem Mommers ausgeschieden war, um sich seiner Anthologienreihe Visionen zu widmen, übernahm bis 2008 Olaf G. Hilscher dessen Position in der Redaktion. Ihm folgte Frank Hebben. Mit der Frühjahrsausgabe 2012 verabschiedete sich Hahn altersbedingt aus der Redaktion, und Hebben zog sich wegen anderer Projekte zurück. Mitherausgeber neben Iwoleit ist seit 2018 Michael Haitel.
Geplant war Nova ursprünglich mit zwei Ausgaben pro Jahr, konnte diesen Veröffentlichungszyklus (u. a. auch bedingt durch Verlagswechsel) jedoch nicht immer einhalten. Die ersten beiden Ausgaben erschienen im Verlag Nummer Eins. Weitere Ausgaben erschienen unter anderem im Selbstverlag (Books on Demand), im Nova Verlag, im Amrûn Verlag und seit 2018 in der p.machinery.
Seit der Erstausgabe wurden in Nova erschienene Geschichten mehrfach für den Kurd-Laßwitz-Preis und den Deutschen Science-Fiction-Preis (DSFP) nominiert. 